# حضورآباد
حضورآباد (به انگلیسی: Huzurabad) یک منطقهٔ مسکونی در هند است که در کریم‌نگر واقع شده‌است.

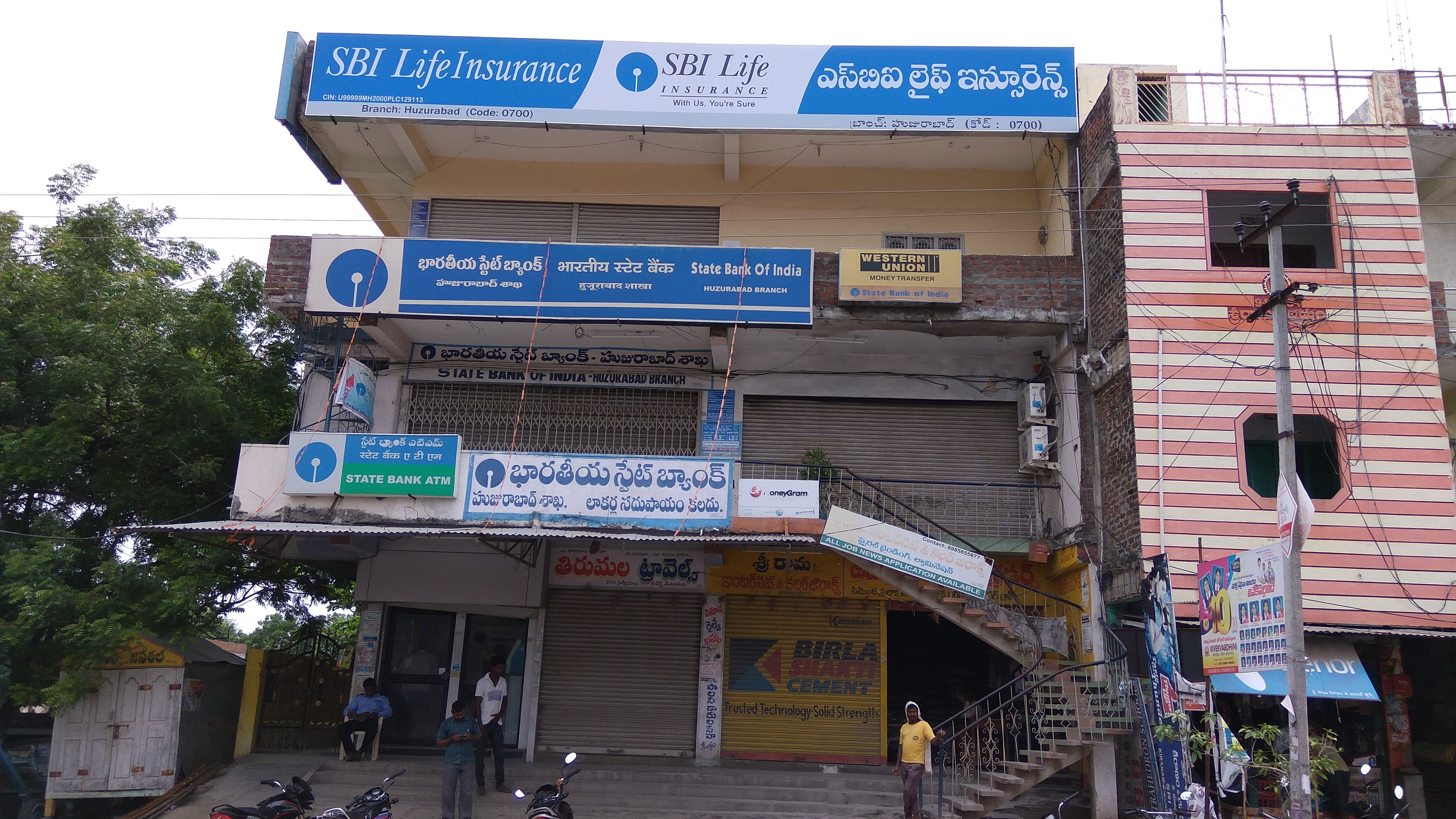
SBI in Huzurabad

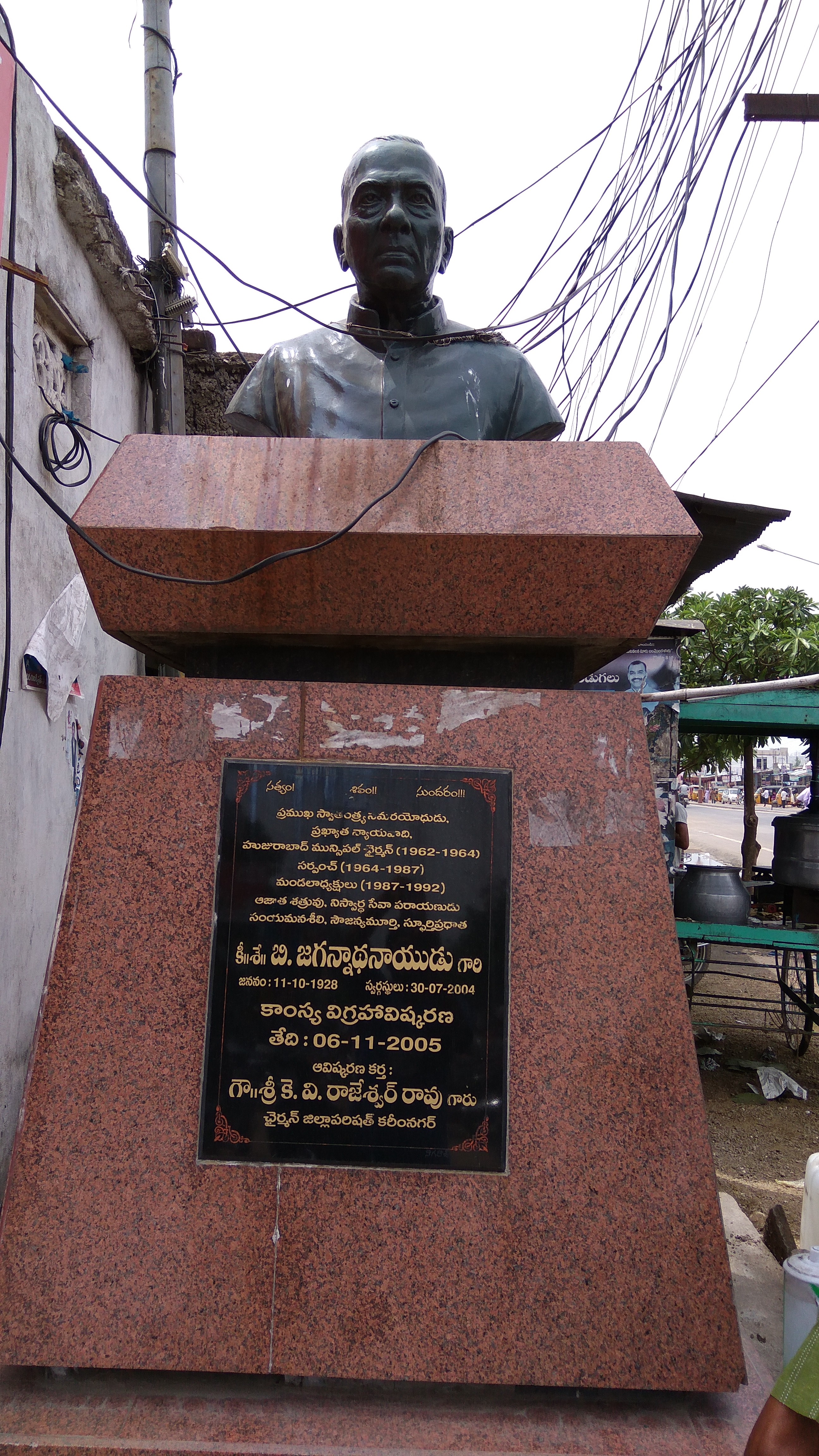
Statue in Huzurabad

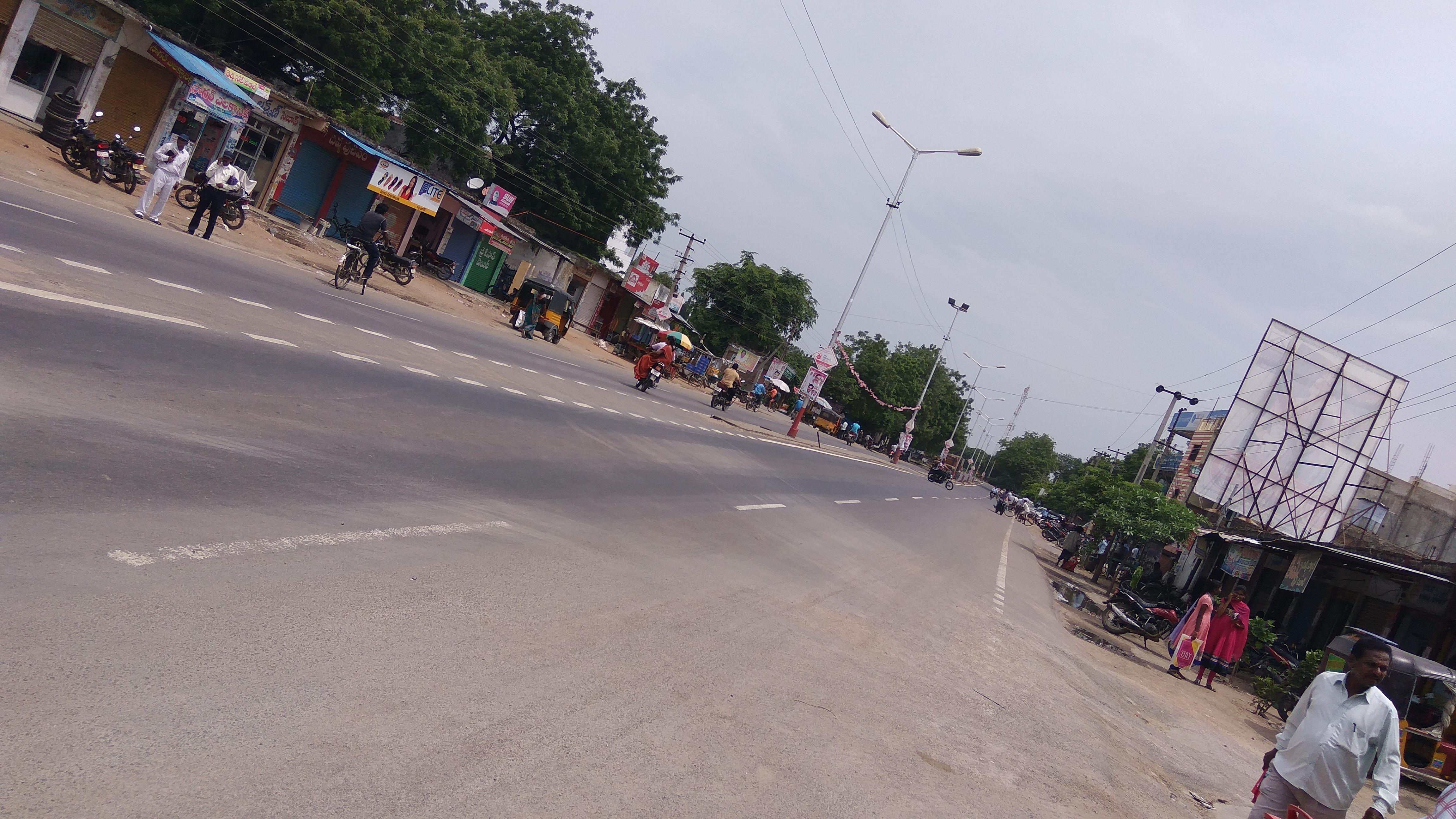
High way in Huzurabad

Bus Stand in Huzurabad

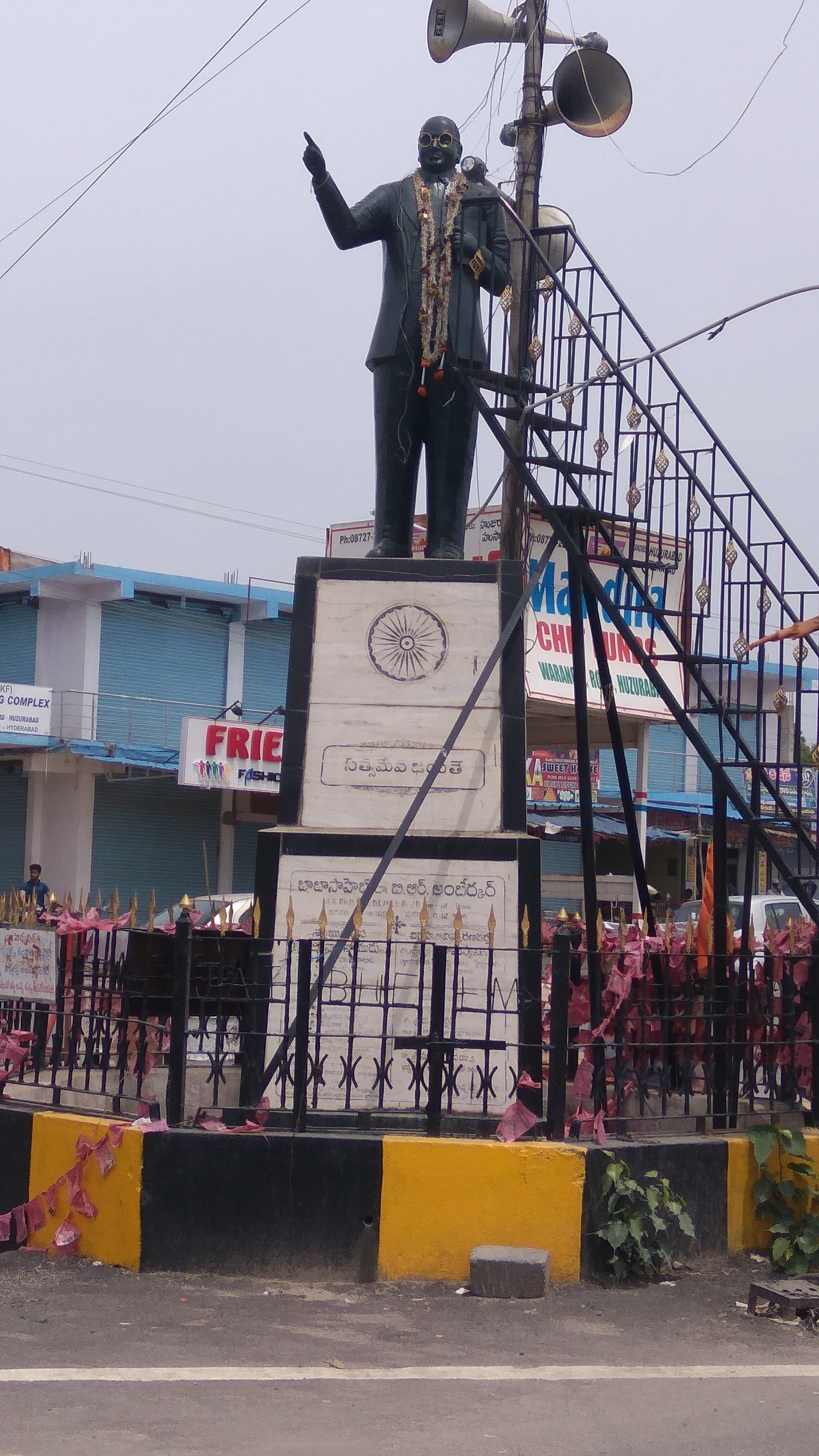
Ambedkar Statue in Huzurabad

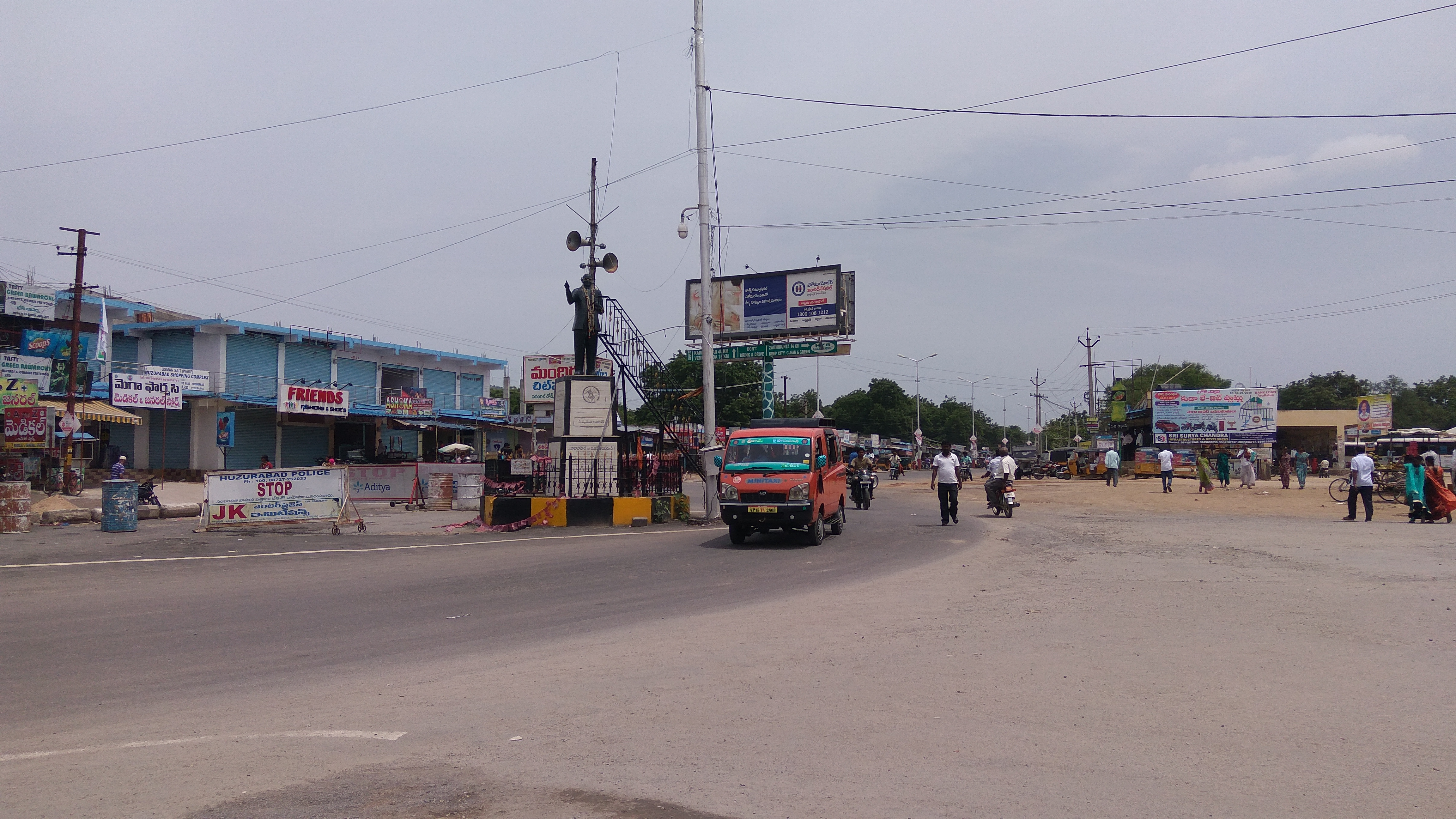
Ambedkar Cercle in Huzurabad

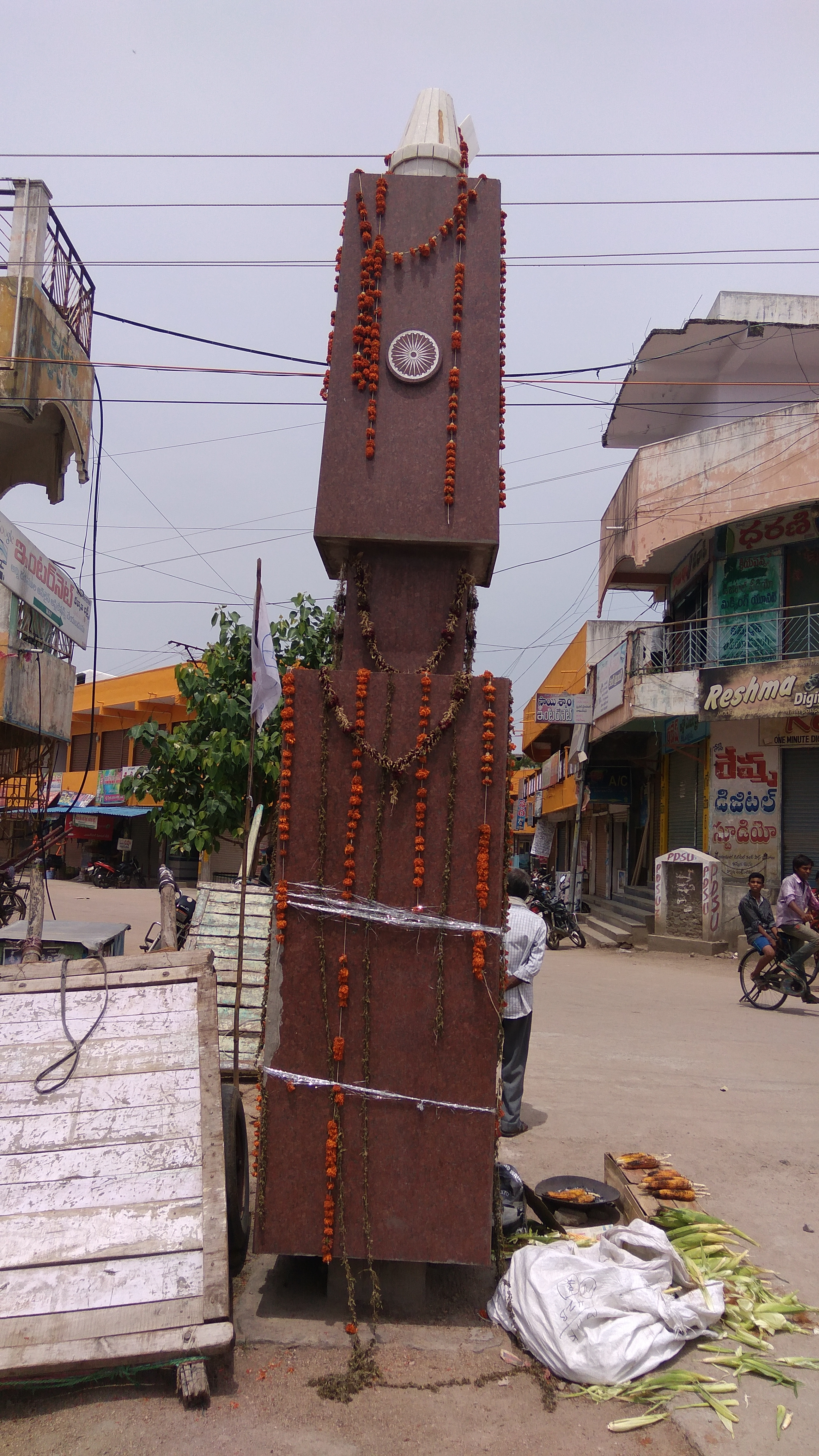
Telangana Amaraveerula Statue

Ambedkar Cerclee in Huzurabad

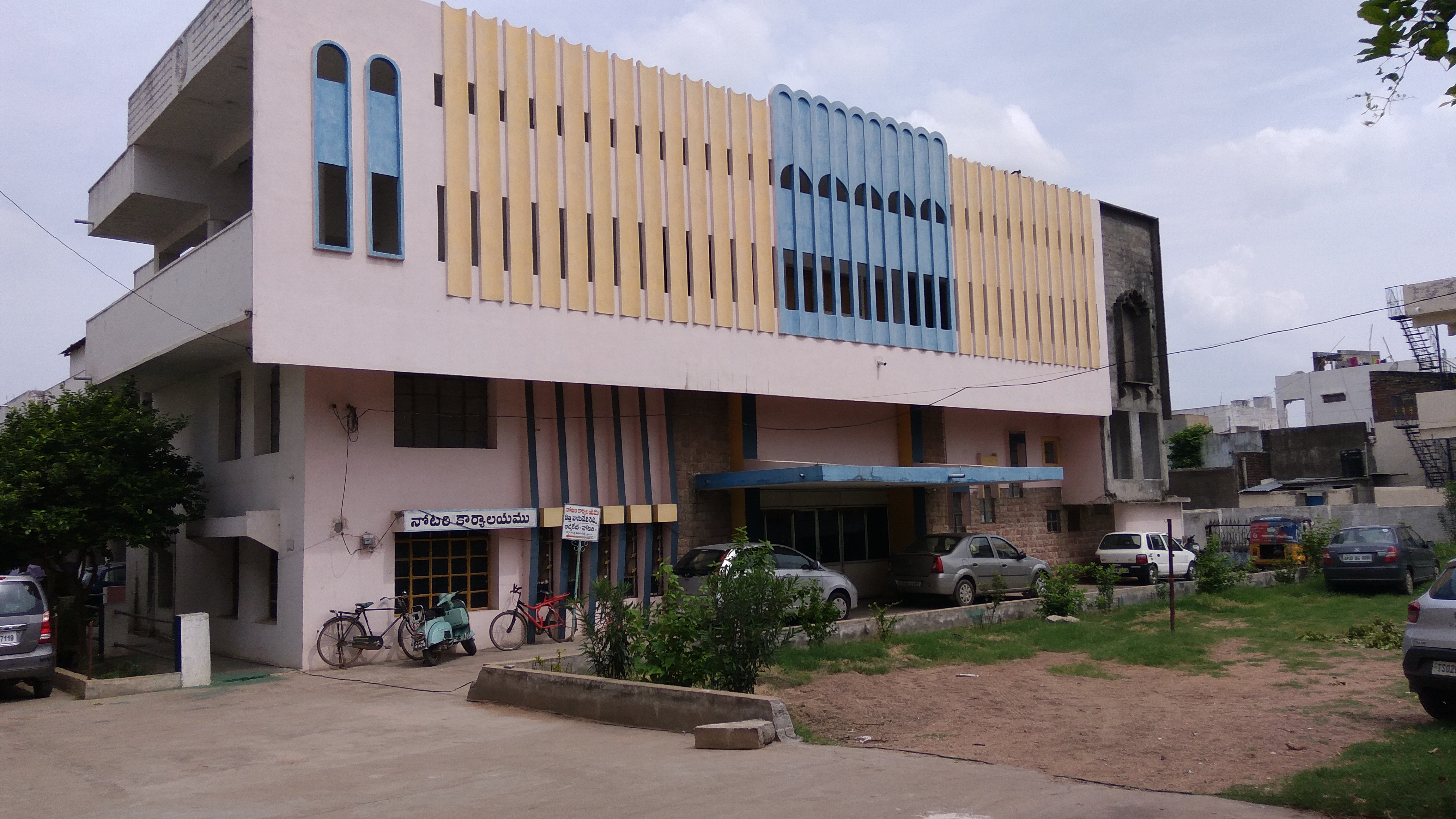
Function Hall in Huzurabad

## خصوصیات
حضورآباد  ۳۷٬۶۶۵ نفر جمعیت دارد و ۲۷۱ متر بالاتر از سطح دریا واقع شده‌است.